# ثريا نافع
ثريا نافع كاتبة فلسطينية مصرية وُلدت في القاهرة عام 1955 بعدما هاجر أهلها من فلسطين بعد أحداث عام 1949. وثم عاشت بقية حياتها في قطر.

## حياتها المهنية
كان لثريا نافع العديد من الكتابات في عدد من الصحف القطرية مثل جريدة «الراية» حيث كانت تكتب في هذه المجلة عمودًا أسبوعيًا وتميز هذا العمود بإسلوبه الساخر. شاركت ثريا كعضو متطوع في العديد من مؤسسات العمل المدني مثل جماعة حقوق الإنسان العالمية في نيويورك ولجنة البحوث والدراسات بجمعية الهلال الأحمر القطري والجمعية الفلسفية المصرية وكانت ثريا أيضًا عضوًا منتسبًا لنادي القصة القصيرة في مصر. بالإضافة إلي ذلك، عملت ثريا كمدير عام شركة «نيوتري سيستم» الأمريكية من عام 2000 إلي عام 2002. وعملت كمدير علاقات عامة في المستشفي الأمريكي بقطر من عام 2002 إلي عام 2004. وتولت ثريا منصب نائب الأمين العام والمدير الإعلامي لجمعية الترجمة العربية وحوار الثقافات بسويسرا. 

## مؤلفاتها
1. تأملات في الحياة والناس فلسفي
2. كلمات إلي مجهول «وجدانيات»
3. باقى زهور علي قبر الحب «مجموعة قصصية»
4. أبواب مغلقة «مجموعة قصصية»
5. خاتمي الإنسان رؤية مختلفة
6. رواية فضاء الجسد
7. دليلك إلي الطب الرياضي «مترجم عن الإنجليزية»
8. المساج خطوة خطوة «مترجم عن الإنجليزية»

## ثريا نافع هذا الحائط المبكى
تميز أسلوب ثريا نافع بمحاكاة الواقع حيث أنها أدلت في حوار صحفي لها أنها علي علاقة وطيدة بالآخرين حيث أنها أحيانًا تشعر بأنها «حائط مبكي ينشرالناس عليه أحزانهم ومآسيهم في قصص تمس الروح قبل البدن» ولهذا الأمر حرصت ثريا علي أن تتمتع كتاباتها بمحاكاة الواقع. 

## لقائها مع الرئيس الإيراني خاتمي
كانت ثريا ضمن وفد نسائي لزيارة طهران، وهناك طلبت مقابلة الرئيس خاتمي من أجل تأليف كتاب عنه. ووجهت لها الدعوة للقيام بذلك. وقالت ثريا في حوار صحفي واصفة الرئيس الإيراني خاتمي وكان ذلك عند سؤالها عن رأيها في الرئيس بعد إجراء هذه المقابلة معه «فيلسوف ومثقف ومتسامح لدرجة لا يصلح فيها للحكم ومثله من الصعب أن يمثل في مكان» للعبة القذرة«و إنه يجابه بنفسيته السمحة قذارات السياسة، وأفضل شئء فعله برأي عدم ترشيح نفسه في للأنتخابات الرئاسية الجديدة».

## علاقة ثريا نافع ومنيرة آل ثاني
منيرة آل ثاني هي إحدي الكاتبات اللاتي عملن في مجلة «الراية» القطرية وكانت هي الجريدة ذاتها التي كانت تكتب فيها ثريا نافع. وأوضحت منيرة آل ثاني أن الكاتبة ثريا نافع هي من كان وراء نشر مقالاتها في جريدة «الراية» وأن ذلك ساعدها كثيرًا علي اكتساب المزيد من التقة في عالم اكتشفت فيه جوهرها.

## وصلات خارجية
1. القاهرة
2. فلسطين
3. قطر
4. نيويورك
5. سويسرا
6. منيرة آل ثاني